# بردنبک
بردنبک (به آلمانی: Bredenbek) یک شهر در آلمان است که در رندسبورگ-اکرنفورده واقع شده‌است. بردنبک ۱٬۳۳۴ نفر جمعیت دارد.